# أحمد بن عجيل اليمني
ابن عجيل اليمني هو أحمد بن موسى بن علي بن عجيل الذوالي الفقيه اليمني، 625هـ
عالم، محقق في النحو، والحديث، والأصول، والعروض مؤلف وفقيه ومدرس،
وتفقه على يد عمه إبراهيم بن علي بن عجيل، وغيره، وتصدر للتدريس في بلده، مؤسس مدينة بيت الفقيه التي تنسب تسميتها إليه، كان له معرفة واطلاع واسع في العلوم الشرعية وعلم الفقه والحديث، والنحو، والحديث، والأصول، والعروض، وغيرها.

## أحمد بن موسى عجيل
ابن عجيل اليمني أحمد بن موسى بن علي بن عجيل الذوالي بالذال المعجمة الفقيه اليمني، يكنى بأبي العباس ولد سنة 625هـ 1228م من محققي الشافعية، مؤسس مدينة بيت الفقيه التي تنسب تسميتها إليه.
ولد وتعلم وعاش وتربى في أسرة العلم والعلماء، وعرف بالعبادة والزهد والصلاح والفقة حيث عاش في بيئة علمية، وفي بيت من بيوت العلم، عرفت بالفقه والصلاح، وفيها نشأ وتربى..
كان أبوه وجده من كبار العلماء، وكان أبوه موسى على علم واسع بأصول الفقه وفروعه، وانتهت إليه رئاسة الفقه والفتوى، حتى كان يقول شيخه الكرماني في إجازته «علامة اليمن، وأعجوبة الزمن»، وكان عمه محمد فقيها في الفرائض والحساب، وكان عمه وشيخه إبراهيم عالما بالحديث واللغة العربية والفقه وأصوله، نشأ نشوء عجيبا وظهرت فيه النجابة، ولاح عليه الفلاح، واستفاض في الناس أنه ما لعب ولا صبا، ولم يعرف له سوى الورع والزهد والعبادة، والاشتغال بالعلم، والاستفادة والإفادة.
اختط «مدينة بيت الفقيه» ونسبت إليه وأخذت شهرتها من اقتران اسمها بمؤسسها الفقيه أحمد بن موسى العجيل منذ عام 650 هـ وكان يطلق عليها «بيت الفقيه بن عجيل» نسبة إليه حيث اشتهر بلقب (الفقيه)، أو (الفقيه اليمني).

### تعلمه
درس على يد عمه إبراهيم بن علي بن عجيل، ولازمه اثنتي عشرة سنة، كما أخذ العلم وتفقه على يد كبار علماء عصره في تهامة وفي مكة المكرمة وله كتاب جمع فيه أسانيده ومشائخه في العلم.

أخذ عن عمه إبراهيم ولازمه اثنتي عشرة سنة يقرأ فيها الفنون التي قد أتقنها مع خلو البال، والاعتزال لا يبطل الاشتغال في يوم جمعة ولا غيره، فبرع في العلوم خصوصاً الفقه، وله شيوخ غير عمه أخذ عنهم في مكة وهم جماعة.
منهم الإمام محمد بن يوسف بن مسدي بفتح الميم وسكون السين وكسر الدال المهملتين المهلبي، والإمام سليمان بن خليل العسقلاني، والإمام إسحاق بن أبي بكر طبري، وإبراهيم الفشلي وغيرهم.

### ثناء العلماء
وصفه المؤرخ الشرجي فقال: “كان إماما من أئمة المسلمين المنتفع بهم قولا وعملا"
وقال المؤرخ علي بن الحسن الخزرجي في كتابه طراز أعلام الزمن: "سمعت الفقيه جمال الدين محمد بن عبدالله الريمي يقول: "كانت في الفقيه أحمد بن موسى بن عجيل ثماني عشرة خصلة من خصال النبوة، وكان كثير الحج إلى بيت الله الحرام وزيارة قبر النبي صلى الله عليه وسلم، إذ حج قريبا من عشرين حجة".

### الحقبة
عاش الفقيه ابن عجيل في القرن السابع الهجري في بداية دولة بني رسول، في فترة الملك يوسف بن عمر الرسولي مؤسس الدولة الرسولية، وتفقه على يد عمه إبراهيم بن علي بن عجيل، وتصدر للتدريس في بلده، واشتهر بعلمه وذاع صيته فأصبح يعرف بـ الفقيه، وقد أرسل إليه الملك يعرض عليه تولي القضاء، لكنه فضل أن يكون على ما هو عليه، إذ كان يعمل في الزراعة، ويشتغل بالتدريس والتأليف والعبادة.

### عمله بالتدريس
أخذ عن ابن عجيل الكثير، منهم الفقيه أبو الحسن علي بن إبراهيم البجلي اليمني الساكن في شجينة، كان يحج بقوافل اليمن بعد شيخه ابن عجيل
قيل خرج من تحت يده نيف وثمانون مدرساً، وكان فقه كتاب المهذب على ذهنه.
اشتغل ابن عجيل بالتعليم فتعلم على يدية الكثير من طلاب العلم منهم عمر بن محمد بن سليمان الصهباني، والقاسم بن علي بن موسى الرواني، وعلي بن عبد الله الزيلعي وغيرهم.

### ما نقل عنه في الفقه
كان ابن عجيل اليمني من كبار الفقهاء الشافعية في اليمن، ونقلت عنه تحقيقات وأقوال مختارة في المذهب، منها على سبيل المثال:
ثلاث مسائل في الزكاة يفتي فيها بخلاف المذهب وكذلك ما نقل عنه ابن المقري في مسألة نية الاغتراف
وفي شرح الياقوت النفيس للشاطري ذكر شارحه مسئلة نقل الزكاة قال ومنهم «الإمام الأكبر ابن عجيل الذي قيل في ترجمته مثله في الأولياء كمثل يحي بن زكريا في الأنبياء لم يعص الله ولم يهم معصية وحكي عنه الثقات أنه ما فاتته فريضة ولا أخرها عن أول وقتها ولا صلاها بلا سنة ولا صلي سنة جالسا ولا سجد للسهو»

### بيت الفقيه بن عجيل
ذكر الفقيه ابن عجيل في كتاب اليمن في رحلات ابن بطوطه:
وقد أخذت مدينة بيت الفقيه شهرتها من اقتران اسمها بمؤسسها الفقيه أحمد بن موسى عجيل ففي بداية الأمر أطلق عليها «بيت الفقيه ابن عجيل» ومع مرور الأيام اتسع البيت وكبر واشتهر وذاع صيته فقيل لها «مدينة ابن عجيل» لكن «بيت الفقيه» أصبح الاسم الشائع والمتداول والمشتهر.
عرفت بيت الفقيه بهذا الاسم في منتصف القرن السابع الهجري في عام 650هـ أما قبل ذلك فكانت تسمى «كثيب الشوكة» وذلك لأنها كانت عبارة عن كثبان رملية مترامية الأطراف ذات طابع صحراوي تكثر بها الأشجار الشوكية.
وذكر الخزرجي كثيب الشوكة في ترجمته للشيخ إبراهيم ابن علي ابن عجيل: أنه أول من سكن هذا المكان وكان يسكن بيت عجيل  ثم انتقل الفقيه عن القرية المذكورة إلى الكثيب المعروف بكثيب الشوكة.
وقال العلامة عبد الرحمن بن أحمد المشرع: إن كثيب شوكة هو مقر أحمد بن موسى بن عجيل ثم سميت المدينة باسمه وحيث قبره سمي كثيب شوكة.

## وفاته
توفي ابن عجيل عام 690 هـ الموافق لـ 1291م، في بيت الفقيه ودفن بها.